# 灰體原甲鯰
灰體原甲鯰，為輻鰭魚綱鯰形目甲鯰科的其中一種，為溫帶淡水魚，分布於南美洲巴拉那河、拉普拉他河流域，體長可達35公分，棲息在底層水域，生活習性不明。